# Gos (Rance)
Der Gos ist ein kleinerer 17 km langer rechter Nebenfluss der Rance im Einzugsgebiet des Tarn in der Region Okzitanien im Süden von Frankreich.

## Verlauf
Der Gos verläuft im Département Aveyron. Er entspringt im Gemeindegebiet von Saint-Juéry, entwässert generell Richtung Westnordwest durch den Regionalen Naturpark Grands Causses und mündet nach rund 17 Kilometern im Gemeindegebiet von Plaisance in den Rance. In seinem Mündungsabschnitt – etwa ab der gleichnamigen Ortschaft Gos – fällt der Fluss meist trocken und fließt unterirdisch in die Rance.

## Orte am Fluss
(Reihenfolge in Fließrichtung)
- Ginestous, Gemeinde Saint-Juéry
- Saint-Juéry
- Les Tourettes, Gemeinde Martrin
- Le Cayla, Gemeinde Martrin
- Saint-Exupère, Gemeinde Coupiac
- Rebault, Gemeinde Plaisance
- Gos, Gemeinde Plaisance